# Мансфельд (місто)
Мансфельд (нім. Mansfeld) — місто в Німеччині, розташоване в землі Саксонія-Ангальт. Входить до складу району Мансфельд-Зюдгарц.
Площа — 143,78 км2. Населення становить 8480 ос. (станом на 31 грудня 2021).
Широко відоме як місце, у якому пройшло дитинство реформатора західно-європейської церкви Мартіна Лютера.
Ідентифікаційний код суб'єкта самоврядування  —  15 0 87 275.
У середньовіччі - центр гірничого (мідного) промислу.

## Галерея

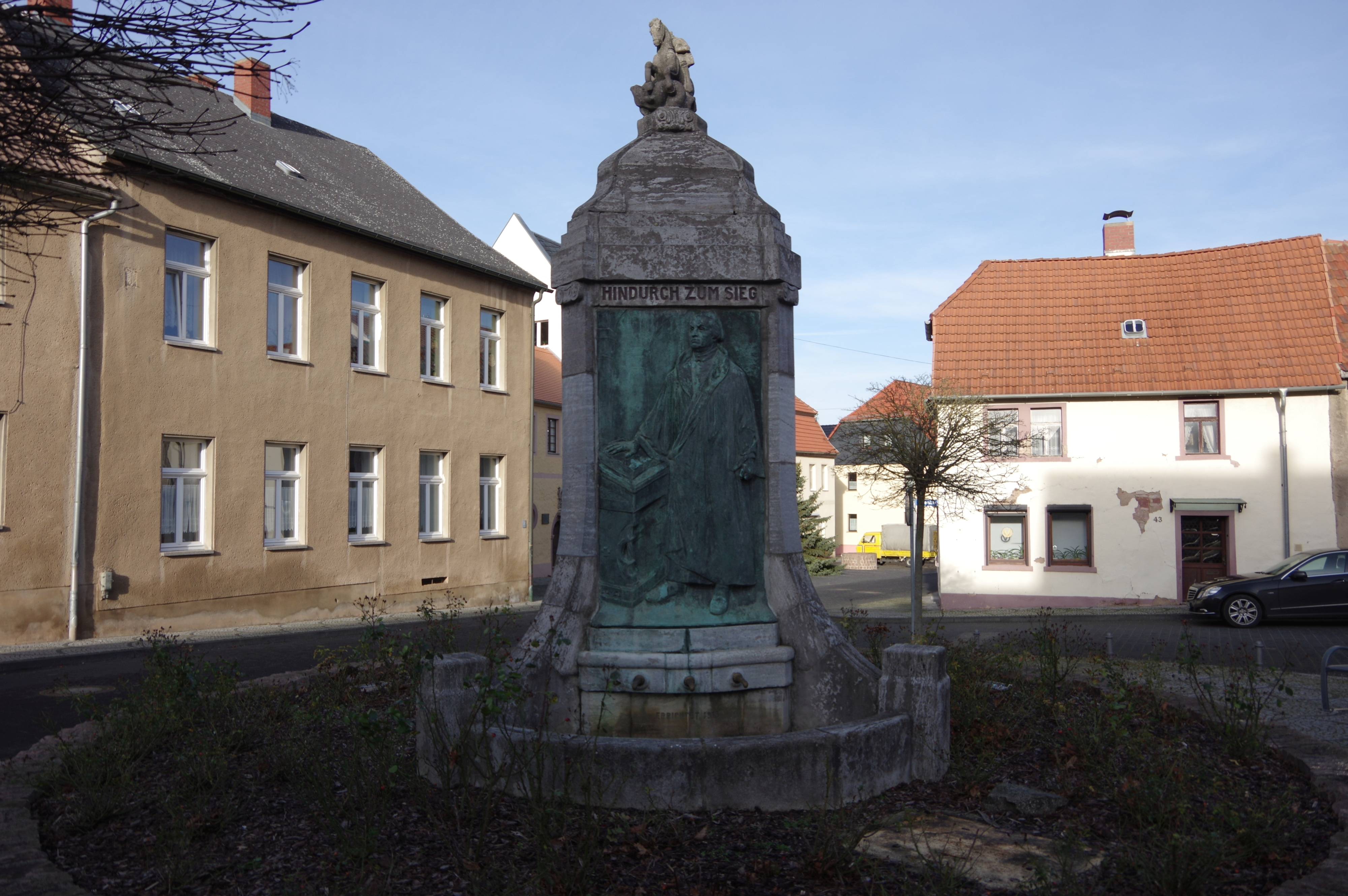
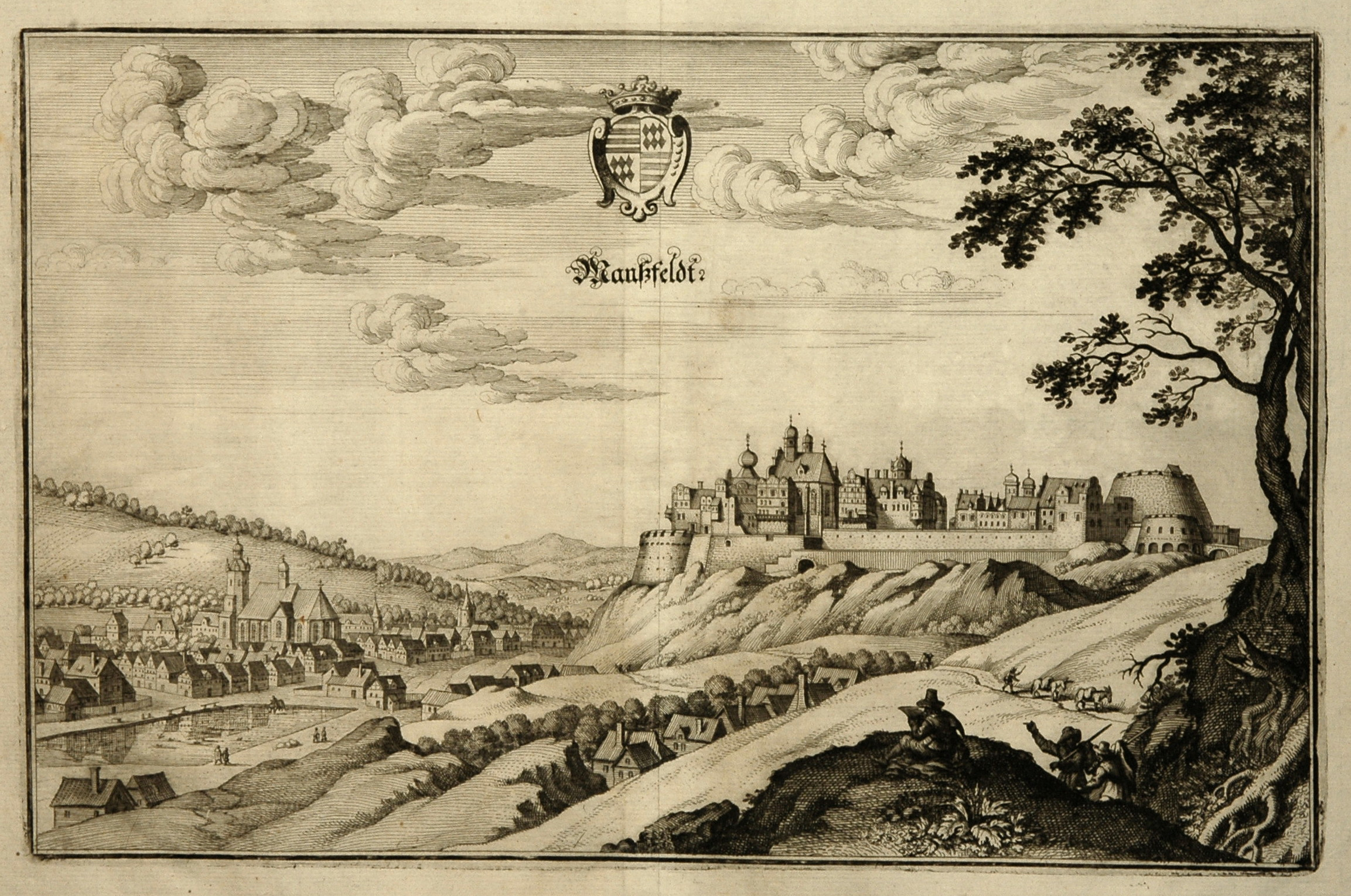
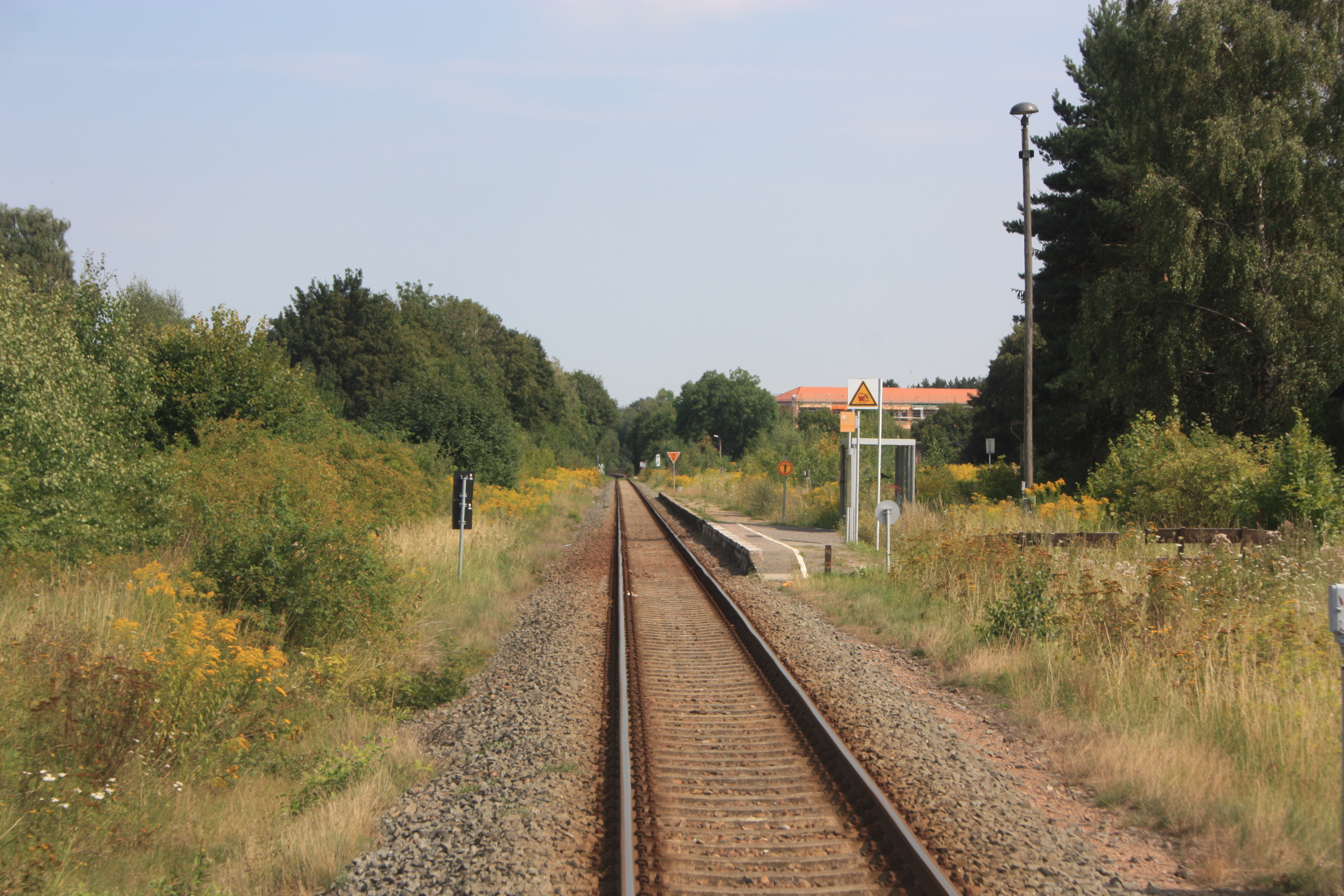